# Porto Sport Club
O Porto Sport Club (acrónimo: PSC) é um clube futebolístico brasileiro sediado em Porto Seguro, na Bahia. É o primeiro clube profissional da história da cidade, fundado em 02 de fevereiro de 2024. Disputa o Campeonato Baiano.

## História

### Primeiros anos (2023–)

#### Antecedentes e fundação (2023)
A história do Porto iniciou no final de 2023, após o Campeonato Baiano Intermunicipal de Futebol, onde a seleção de Porto Seguro foi vice-campeã, quando André Negão colocou um projeto na mesa da diretoria da seleção para criar uma equipe profissional no futebol na cidade, onde concordaram e estavam dentro do projeto.

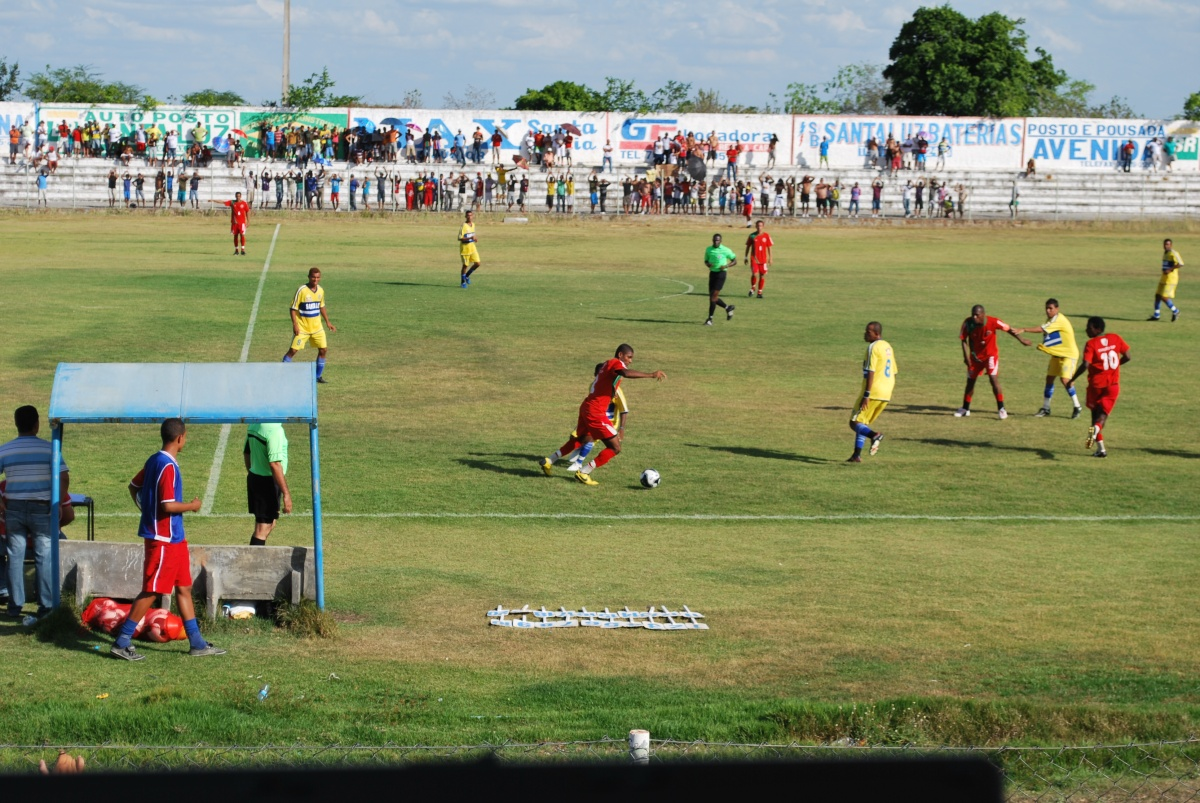
Partida entre as seleções municipais de Santaluz e Porto Seguro pelo Intermunicipal de 2010 em Santaluz, no estádio Nilson Rocha Bispo no qual Porto Seguro foi campeão.

Acertado com André, foi marcado a reunião para 28 de novembro, poucos dias depois do término do torneio.
Em dezembro, foi anunciado a criação do Porto, o primeiro clube de futebol profissional da história da cidade, e contaram com o apoio de empresários locais e prefeito Jânio Natal. O objetivo inicial era garantir o acesso à primeira divisão estadual de 2025. Em 2 de fevereiro de 2024, o Porto filiou-se à Federação Bahiana de Futebol (FBF). Em 20 de fevereiro, ocorreu a solonidade de filiação do Porto à FBF junto a Confederação Brasileira de Futebol (CBF), em Lauro de Freitas. Em 22 de abril, aniversário do descobrimento do Brasil, foi apresentado oficialmente a equipe.

#### Estreia em competições profissionais (2024–)
O Porto estreou na segunda divisão estadual em 8 de junho, em Pituaçu, Salvador, contra o SSA FC, empatando por 0–0. Sua primeira vitória foi contra o Feirense por 2–1, em casa. Avançou às semifinais vencendo a Jacobinense por 2–0, em casa, garantindo a última vaga. Nas semifinais, enfrentaria o Fluminense de Feira. No primeiro jogo, em Porto Seguro, venceu por 2–1, enquanto no segundo empatou por 1–1, garantindo vaga na final e o acesso inédito à primeira divisão de 2025, se classificando a decisão contra a equipe do Colo Colo de Ilhéus.

## Estatísticas
|  | Participações em 2026 |

| Competição | Competição        | Temporadas | Melhor campanha     | Estreia | Última | P | R |
| Bahia      | Campeonato Baiano | 2          | 5º colocado (2025)  | 2025    | 2026   |   | – |
| Bahia      | Segunda Divisão   | 1          | Vice-campeão (2024) | 2024    | 2024   | 1 |   |
| Brasil     | Série D           | 1          | Estreia (2026)      | 2026    | 2026   | – |   |